# 普費弗利斯河

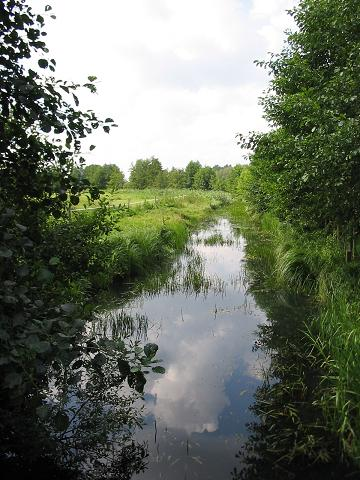
普費弗利斯河

52°13′06″N 13°05′57″E / 52.2183°N 13.0992°E
普費弗利斯河（德語：Pfefferfließ），是德國的河流，位於該國東北部，由勃蘭登堡州負責管轄，屬於尼普利茨河的右支流，河道全長16公里，發源自盧肯瓦爾德附近。